# Kehrberg (Groß Pankow)
Kehrberg ist ein Ortsteil der Gemeinde Groß Pankow (Prignitz) im Landkreis Prignitz in Brandenburg.

## Geografie und Verkehrsanbindung
Kehrberg liegt südöstlich des Kernortes Groß Pankow an der Landesstraße L 146. Westlich verläuft die B 107, südlich die B 5 und östlich die B 103.
Nachbarorte sind Klein Woltersdorf im Norden, Boddin und Schönebeck im Nordosten, Dannenwalde und Friedheim im Südosten, Vettin und Lindenberg im Südwesten, sowie Tüchen, Brünkendorf und Groß Woltersdorf im Nordwesten.

## Sehenswürdigkeiten
Als Baudenkmale sind ausgewiesen (siehe Liste der Baudenkmale in Groß Pankow (Prignitz)#Kehrberg): 
- die Dorfkirche Kehrberg, Mitte des 13. Jahrhunderts erbaut; im Inneren ein Kanzelaltar aus dem Jahr 1670
- ein Gehöft aus Wohnhaus und drei Wirtschaftsgebäuden (Dorfstraße 6)